# Акмулла

Страница из ревизской сказки с описанием семьи, 1850 год.

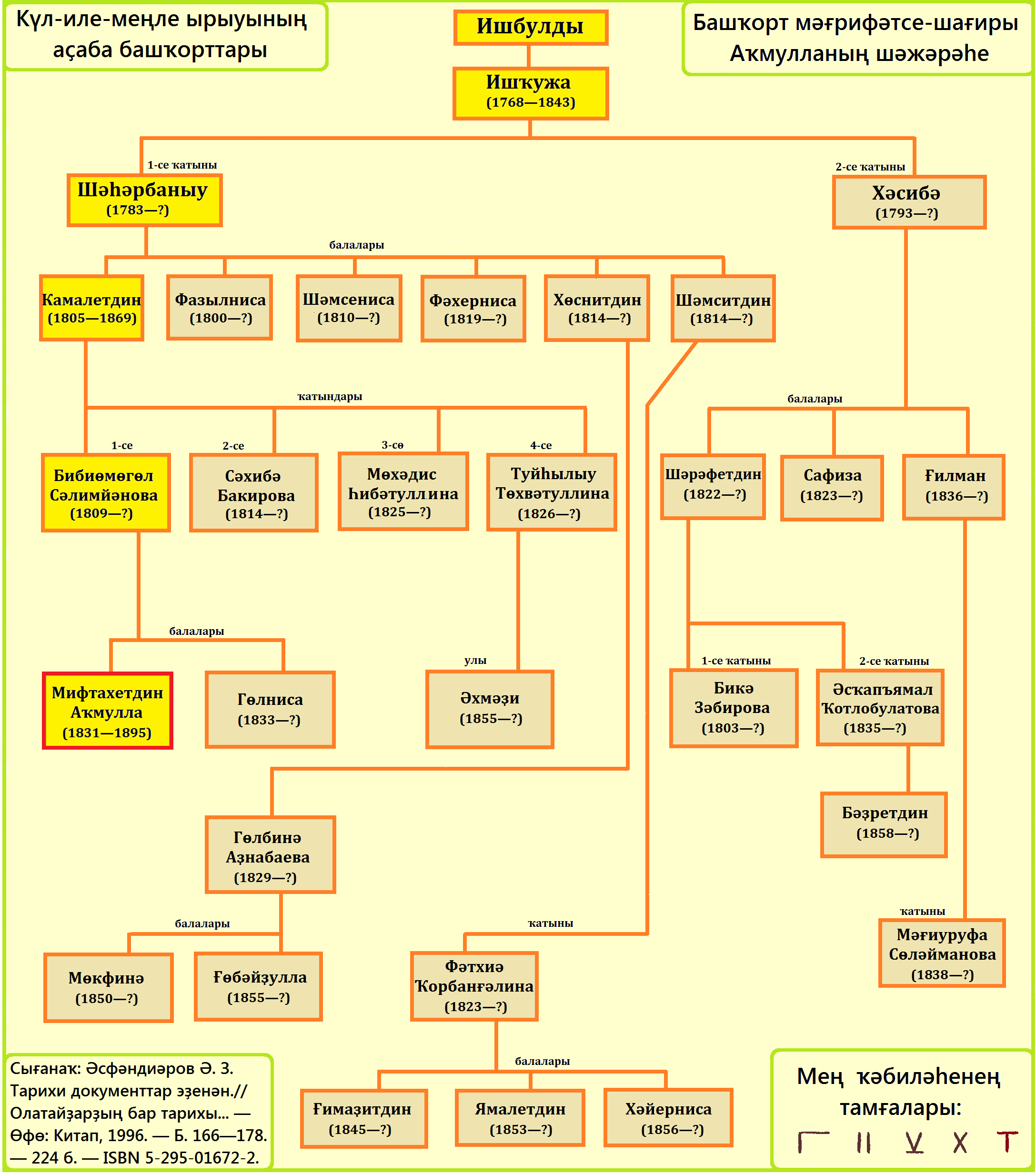
Родословная (пояснения на башкирском языке).

Акмулла́ (баш. Аҡмулла, каз. Ақмолла, тат. Акмулла), настоящее имя — Мифтахетди́н Камалетдинович Камалетди́нов (баш. Камалетдинов Мифтахетдин Камалетдин улы, каз. Мифтахетдин Камалетдинұлы Мұхамедияров; 14 [26] декабря 1831, Туксанбаево, Оренбургская губерния — 8 [20] октября 1895, Сыростан, Оренбургская губерния) — башкирский, казахский и татарский просветитель, поэт, мыслитель. Мифтахетдин Акмулла является крупнейшим представителем башкирской поэзии XIX века, оказавшим воздействие на всю дальнейшую национальную литературу. Также оказал большое влияние на развитие казахской и татарской литератур. Его творчество было широко известно среди туркмен, каракалпаков и других тюркоязычных народов.

## Биография
Мифтахетдин Камалетдинов родился 14 (26) декабря 1831 года в семье сельского муллы в деревне Туксанбаево Илькульминской волости (тат. Илкүлмиң вулысы) Белебеевского уезда Оренбургской губернии (ныне деревня в Миякинском районе Республики Башкортостан).
Начальное образование получил в родной деревне, учился в медресе соседних деревень Менеузтамак и Анясово, был шакирдом медресе в деревне Стерлибашево, где получал уроки у поэта-суфия Шамсетдина Заки. После окончания учебы получил удостоверение указного муллы. В его становлении как мыслителя большую роль сыграла дружба с мусульманским религиозным деятелем Зайнуллой Расулевым.
В летние месяцы в казахских степях обучал детей грамоте. Скитался по деревням Западной Сибири, Северо-Западного Казахстана: учительствовал, распространяя среди людей гуманистические идеи, в том числе взгляды татарских просветителей.
Согласно X ревизии 1859 года, Мифтахетдин в 28 лет ещё жил в семье отца.
Основной причиной его бегства в казахскую среду было уклонение от 30-летней службы в Башкиро-мещерякском войске. Он записался в сыновья к бедному казаху по имени Мухаммедьяр для того, чтобы замести следы, изменив фамилию, называл себя казахом. Казахи назвали его «Акмулла», т.е. «белый, чистый мулла», справедливый, доброй души ученый, что стало его вторым именем.
По доносу казахского бая Батуча Исянгильдина был осуждён за уклонение от службы в царской армии, по другим данным, за связи с Зайнуллой Расулевым, и на четыре года (1867—1871 гг.) заключён в Троицкую тюрьму. Будучи в заключении, Акмулла создал множество широко известных произведений: «Место мое — в зиндане» («Мәкамым минең — зиндан») и другие.
В 1871 году Акмулла написал прошение на имя Оренбургского генерал-губернатора Николая Андреевича Крыжановского, посетившего город Троицк. После освобождения из тюрьмы он должен был два с половиной года отбывать в арестантской роте. Для обжалования
этого решения дается ему годичный срок. Весной 1871 года один из поклонников поэта Ахметбай Бакиров собрал деньги и взял его на поруки, внеся залог в 2 тысячи рублей.
Большую роль в его окончательном помиловании сыграл казахский султан, сын хана Букеевской Орды Джангера, ротимстр (впоследствии генерал) Губайдулла Джангерович Чингисхан, который 1872 году приехал из Санкт-Петербурга в Оренбург по служебным делам. Акмулла, живший в то время недалеко от Оренбурга, обратился к нему с поэтическим посланием «Шикаят султану Габидулле», в котором просил о помощи. Султан Губайдулла обратился к императору Александру II и помог поэту вызволиться из арестантской роты.
Мифтахетдин  Акмулла переехал в город Петропавловск и некоторое время учительствовал в медресе этого города, затем его можно было видеть в Петропавловском, Кокчетавском и Акмолинском округах Акмолинской области, Николаевском уезде Тургайской области, Троицком уезде Оренбургской губернии, в башкирских  аулах Зауралья.
Был приписан в мещане города Троицка Оренбургской губернии.
В сентябре 1884 года Акмулла посетил Уфу, где в честь него муфтий Мухамедьяр Султанов дал торжественный обед, на котором присутствовали многие знатные и ученые люди. Во время обеда состоялось поэтическое состязание — айтыш между Акмуллой и башкирским поэтом Мухаметсалимом Уметбаевым.
Мифтахетдин Камалетдинов был убит в ночь на 8 (20) октября 1895 года: он остановился по дороге из Троицкa в Златоуст вблизи железнодорожной станции Сыростан Сыростанской волости Троицкого уезда Оренбургской губернии, ныне село Сыростан входит в Миасский городской округ Челябинской области. Известны имена убийц: Гафият (Гафиятулла сын Баймурата) и Даули (Давлетша сын Надырши из деревни Мечетли). Они были пойманы и на допросе признались: «Мы подстерегали Акмуллу давно, но все никак не получалось. Однажды ехали, изрядно подвыпив, и увидели одиноко мерцающий на берегу реки огонек. Подходим — сидит давно подстерегаемый нами Акмулла… Мы ему распороли живот, забрали лошадей и некоторые ценности, 25 рублей денег, оказавшихся при нём».

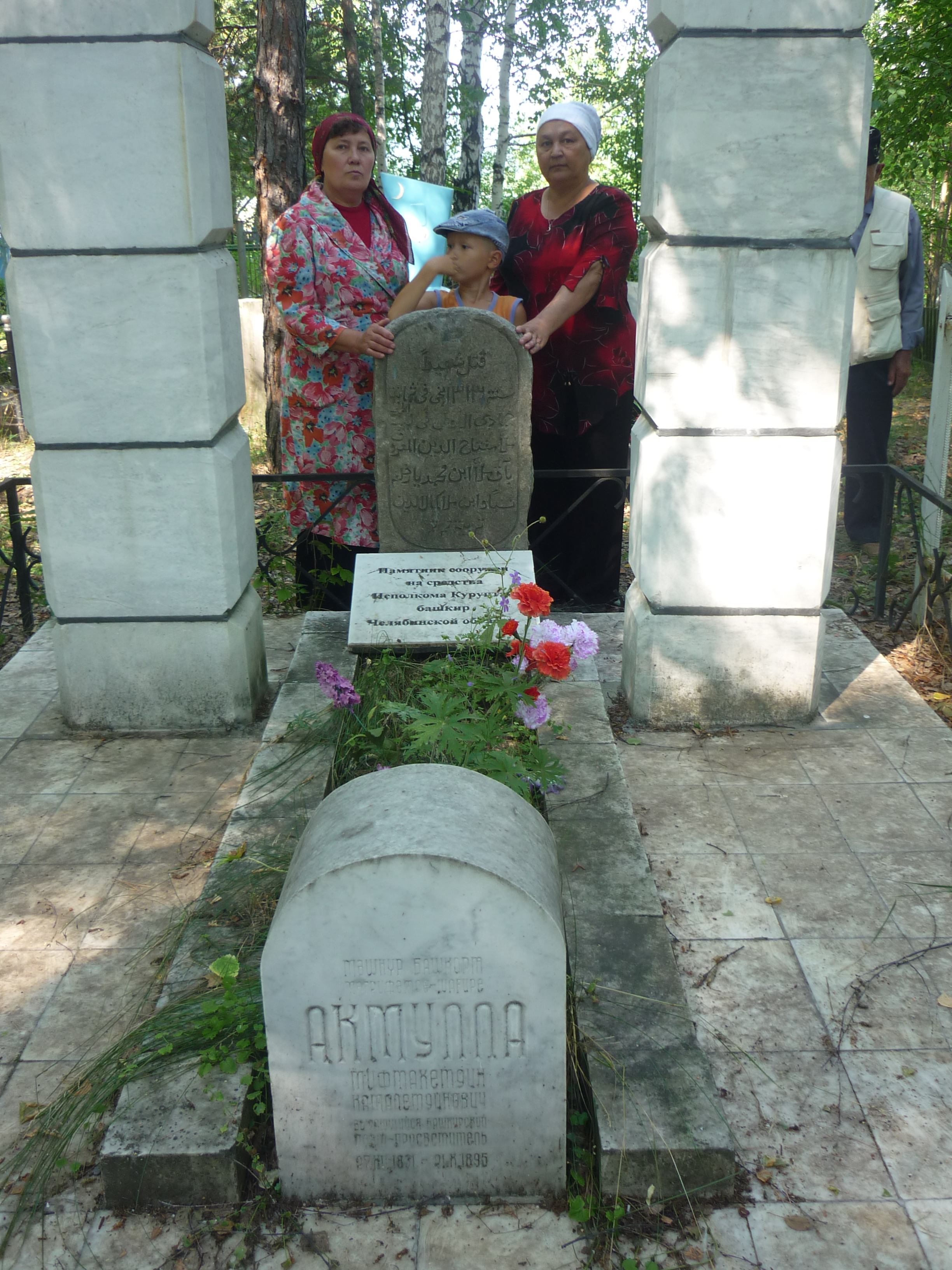
Надгробный памятник на мусульманском кладбище в Миассе.

Похоронен на мусульманском кладбище Миасского завода Миасской волости Троицкого уезда Оренбургской губернии, ныне город Миасс — административный центр Миасского городского округа Челябинской области. Первоначально, по просьбе шейха Зайнуллы-хазрата, на могиле была установлена надгробная плита с высеченной арабской надписью. В 1981 году, в связи со 150-летием со дня рождения Акмуллы, был поставлен новый памятник. Первоначальный памятник хранился в фондах Миасского краеведческого музея.. Могила — объект культурного наследия регионального значения.

## Творчество
По версии башкирских учёных, большинство своих произведений Акмулла создавал на башкирском и казахском языках, а также на языке тюрки. Согласно исследователям старотатарской литературы, язык большинства произведений Акмуллы — смешанный казахско-татарский, поскольку сочетает в себе элементы обоих языков. Встречаются также некоторые элементы башкирского языка. Отдельные стихи написаны в полном соответствии с канонами старотатарского литературного языка. До Октябрьской революции его книги выходили на татарском языке, с частым включением отдельных башкирских и казахских слов и словосочетаний, идиоматические выражения и сравнения. На творчество Акмуллы повлиял татарский поэт Мухаммадьяр.
Акмулла проповедовал просветительские идеи, рассматривал поэзию как средство непосредственного общения с народом. Поэтому язык его произведений более доступен, содержит сравнительно меньше арабизмов и фарсизмов, характерных для литературного языка того времени. Акмулла писал свои стихи большей частью в классической форме рубаи, но использовал и другие поэтические формы.
Взгляды, идеалы, философские представления Акмуллы родились в борьбе против феодальной отсталости, религиозного фанатизма и проявлений средневековой схоластики, против притеснения народа в Башкортостане и Казахстане. Основным способом добиться облегчения жизни простого народа он видел в просвещении, в овладении знаниями, в искоренении невежества. В мировоззрении Акмуллы центральное место занимал вопрос о месте знаний в жизни общества. Придерживался позиций идеализма в понимании законов общественного развития, считал, что социальное бесправие народа можно устранить путём просвещения. Это отразилось, например, в стихотворении «Назидания».
Творчество Акмуллы образовало целую поэтическую школу. Воздействие его творчества отмечали Г. Тукай, М. Гафури, Ш. Бабич, Д. Юлтый, Ш. Аминев-Тамьяни, Сайфи Кудаш и др. Мифтахетдин Акмулла широко известен не только в Башкортостане и Российской Федерации, но и в странах СНГ.
В 1892 году элегия «Памяти Шихабутдина Марджани» была издана отдельной книгой в Казани. Эта небольшая книга стала первым и последним прижизненным изданием произведений поэта.
До настоящего времени сохранилось не всё из творческого наследия Мифтахетдина Акмуллы.

## Семья
Согласно ревизским сказкам XIX века, отец — Камалетдин Искужин (1805 — 26 ноября (8 декабря)  1880 года), указной имам, мать — Бибиуммугульсум Салимьянова (1809—?), оба являются башкирами-вотчинниками Илькульминской волости Белебеевского уезда. Риза Фахретдин пишет, что отец Акмуллы был башкиром, а мать из «казанцев». Дед Ишкужа Ишбулдин (1768—1844) — первый указной мулла Туксанбаево и мухтасиб Оренбургского магометанского духовного собрания. По указу от 10 (21) апреля 1798 года причислены в военно-служилое сословие.
Акмулла был дважды женат.
Второй раз он женился в сентябре 1892 года на девушке Сагире (5 (17) ноября 1879 года — ?), дочери бедного башкира Юмабая Сагынбаева из аула Сулейманово Тунгатаровской волости Троицкого уезда, ныне Учалинский район Республики Башкортостан. Сведения о бракосочетании Акмуллы с Сагирой Юмабаевой не были внесены в метрическую книгу из-за того, что невеста не достигла брачного возраста (16 лет). В августе 1894 года, Акмулла с женой приезжал в гости к тестю в Сулейманово. Сагира отказалась от путешествий с Акмуллой и осталась у родителей. Акмулла просил  Оренбургское магометанское духовное собрание «произвести разбирательстзо о самовольном уходе от него жены». Прошение было заслушано на заседании 19 сентября (1 октября)  1894 года и препровождено к имаму деревни Мулдакаево Троицкого уезда Ахтяму Абдулвахитову для примирения сторон. В октябре, во исполнение данного поручения, имам Ахтям Имашев встретился с Юмабаем Сагынбаевым. 23 июня (5 июля)  1895 года состоялось расторжение брака Акмуллы с Сагирой Юмабаевой. В рапорте говорится: «Троицкий мещанин Мифтахитдин Камалитдинов и жена его Сагира Юмабаева в деревне Сулейманово в присутствии многих мулл сошлись на том, что Юмабаева по неимению между ними согласия просила у Камалитдинова хлюга (развода), последний, взяв у жены 15 рублей выкупа, дал ей развод».

## Произведения и публикации

### Публикации
Единственная прижизненная публикация — «Элегия в память о Шигабутдине Марджани». Казань, 1892 (на старотатарском языке).
- Памяти Шигабутдина Марджани и другие стихи. Казань, 1907 (на старотатарском языке)
- «Башкиры мои, надо учиться!»[22]
- Сборник стихов. Алма-Ата, 1935 (на казахском языке)
- Акмулла. Стихи. Уфа, Башкнигоиздат, 1981, 223 с. (на башкирском языке). В сборник вошло более трёх тысяч строк.
- М. Акмулла. Стихи : [Пер. с башк.] / Предисл. Р. Шакура, Г. Шафикова. — Уфа: Башк. кн. изд-во, 1986. — 158 с. — 10 000 экз.[23]

### Произведения
- «Место мое — в зиндане»
- «Элегию в память о Шигабутдине Марджани»
- «Назидания» («Нәсихәттәр»)
- «Письмо отцу» («Атайыма хат»)
- Говорят…
- Весна
- Вот слово Акмуллы

## Память
- В честь поэта названы улицы:

Памятник Мифтахетдину Акмулле в Уфе

  - Республика Башкортостан: деревня Адель, село Азикеево, село Акъяр, город Баймак, село Бурибай, деревня Верхнеюлдашево, село Киргиз-Мияки, село Иглино, деревня Исянгильдино, село Исянгулово, село Ишмурзино, деревня Кадырша, село Кармаскалы, город Мелеуз, город Октябрьский, село Раевский, село Старый Сибай, село Стерлибашево, город Стерлитамак, деревня Туксанбаево, село Туяляс, село Уфимский, деревня Янзигитово
  - Республика Татарстан: город Альметьевск
  - Челябинская область: деревня Илимбетова, город Миасс
- В 1981 году в деревне Туксанбаево Миякинского района Башкортостана открыт Музей Мифтахетдина Акмуллы. В фондах музея свыше 500 единиц хранения, размещенных в 3-х экспозиционных залах[24].
  - Перед входом в музей установлен бюст поэта, созданный по антропологическим материалам,  автор — З. Р. Басыров — 53°33′20″ с. ш. 54°25′45″ в. д.HGЯO
- В 1989 году Решением Миякинского районного Совета народных депутатов учреждена премия имени Акмуллы в области литературы и искусства.
- В 1986 году композитором З.Г. Исмагиловым на либретто И. И. Дильмухаметова в редакции Р. А. Валиуллина была написана башкирская опера «Акмулла» в 2 действиях[25], премьера которой состоялась в 1996 году на сцене Башкирского государственного театра оперы и балета.
- С 2006 года имя поэта носит Башкирский государственный педагогический университет.
  - 8 октября 2008 года в Уфе был открыт памятник Мифтахетдину Акмулле в одноимённом сквере на площадке перед педагогическим университетом на улице Октябрьской революции, скульптор Владимир Александрович Дворник, архитектор Дамир Мусаевич Магафуров[26] — 54°43′25″ с. ш. 55°56′54″ в. д.HGЯO
- В 1911—1916 годах в Троицке выходил сатирический журнал для мусульман «Акмулла».
- В честь поэта названа муниципальная газета Миякинского района — «Аҡмулла төйәге» (башк. «родная земля Акмуллы»).
- Выпускается еженедельное литературно-юмористическое приложение «Акмулла» к республиканской газете «Башкортостан».